# Slobodna demokratska stranka – Liberali
Slobodna demokratska stranka – Liberali (njemački: FDP.Die Liberalen, francuski: PLR.Les Libéraux-Radicaux, talijanski: PLR.I Liberali Radicali, retroromanski: PLD.Ils Liberals) švicarska je politička stranka liberalne orijentacije. Nastala je spajanjem Slobodne demokratske stranke i Liberalne stranke 1. siječnja 2009. godine.
Ignazio Cassis i Karin Keller-Sutter su dvoje članova iz redova stranke u Saveznom vijeću.  

## Politički položaj
FDP-Liberali kao stranka nalazi se na desnom centru švicarskog političkog života.
Stranka se zalaže za neutralnost Švicarske, za suradnju s Europskom unijom, ali se protivi pristupanju Švicarske Europskoj uniji ili Europskom gospodarskom prostoru.
U programu stranke je i povećanje ulaganja u modernizaciju vojske, povećanje vojnog budžeta na 7 milijardi franaka te suradnja s NATO-om.